# 폴린 스타크
폴린 스타크(Pauline Starke, 1901년 1월 10일 ~ 1976년 2월 3일)는 미국의 배우이다.

## 출연 작품
- 미스티어리어스 아일랜드 (1929)
- 인톨러런스 (1916)